# Bortsch froid

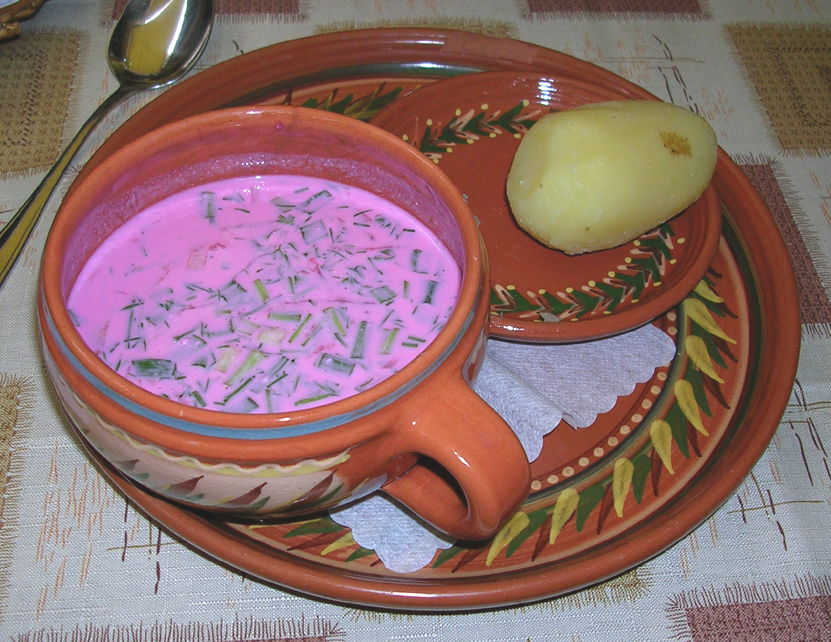
Šaltibarščiai dans un restaurant lituanien

Le bortsch froid est une soupe de kéfir soit yaourt à la betterave originaire des Pays baltes (Lituanie et Lettonie) et très populaire en Pologne.

## Noms
- Šaltibarščiai en lituanien
- Aukstā zupa en letton
- Chłodnik litewski en polonais ("soupe froide lituanienne")

## Bases
- Lait aigre ou kéfir ou lait ribot
- betteraves rouges précuites, froides, râpées ou coupées en dés.
- Concombre râpé
- Aneth et ciboulette coupées au ciseau

## Servir avec
- Pommes de terre cuites
- Smetana (crème aigre) garnie d'œufs durs

## Ne pas confondre avec
Le Bortsch, également à base de betterave rouge, ne contient pas de lait caillé.